# SLC-Transporter
SLC-Transporter (Abkürzung für englisch Solute Carrier) ist ein Sammelbegriff für etwa 52 Familien von menschlichen Transportproteinen (so genannte Carrier oder Membranproteine) mit nahe 400 Genen. Solvate, die transportiert werden, können geladene und ungeladene organische Moleküle, sowie anorganische Ionen sein.
Die Mitglieder der einzelnen Familien haben untereinander mindestens 20 Prozent Homologie. Die einzelnen Familien weisen zueinander fast keine Sequenzhomologie auf. Die Aufnahme eines neuen SLC-Mitglieds wird also über die biologische Funktion, nicht über die evolutionäre Entwicklung entschieden. Eine allgemeingültigere, also mehr Taxa umfassende Klassifikation, findet sich in der TCDB-Datenbank. Diese führt die meisten der SLC-Familien neben vielen anderen Familien als 2.A.x und ist die offizielle, von der IUBMB unterstützte Klassifikation der Transportproteine. Das SLC-Gen-Nomenklatur-System wurde ursprünglich von der Human Genome Organisation (HUGO) vorgeschlagen und ist Grundlage für die offiziellen HUGO-Namen der Gene, die diese Proteine kodieren.

## Geschichte
Aus einer Zusammenarbeit von Harvard Medical School und der Universität Zürich wurden seit 1999 – organisiert von Matthias Hediger, Peter Meier-Abt und Heini Murer – Tagungen veranstaltet, die dem wissenschaftlichen Austausch auf dem Feld der faszilativen und sekundäraktiven Membrantransporter gewidmet sind und das aktuelle Wissen über Transporterphysiologie, -pathologie und -pharmakologie zusammentragen. Im Jahr 2004 entstand ein special issue zu diesen Transportern, die im Pflügers Archiv – European Journal of Physiology erschienen sind. 

## Nomenklatur
Diese Genfamilie umfasst 50 verschiedene Familien (SLC1-50) mit bislang insgesamt 365 Genen, die jeweils für ein bestimmtes Transportprotein kodieren. Die Nomenklatur nummeriert die Familien von 1 bis 50, um dann mit alphabetischen Buchstaben die Nummern der einzelnen Transporter von den Nummern der Familien zu trennen.
Eine phylogenetische Verwandtschaft wurde nicht berücksichtigt, da es sich um eine Liste menschlicher Gene handelt. Dies ist der Grund, warum in der aktuellen TCDB-Klassifikation keine SLC-Superfamilie aufgeführt ist.

## Familien
- (1) Hoch-affiner Glutamat- und neutraler Aminosäuretransporter[2]
  - (SLC1A1, SLC1A2, SLC1A3, SLC1A4, SLC1A5, SLC1A6, SLC1A7)
- (2) Faszilitative GLUT-Transporter[3]
  - (SLC2A1, SLC2A2, SLC2A3, SLC2A4, SLC2A5, SLC2A6, SLC2A7, SLC2A8, SLC2A9, SLC2A10, SLC2A11, SLC2A12, SLC2A13, SLC2A14)
- (3) Schwere Untereinheit der heteromeren Aminosäuretransporters[4]
  - (SLC3A1, SLC3A2)
- (4) Bikarbonattransporter[5]
  - (SLC4A1, SLC4A2, SLC4A3, SLC4A4, SLC4A5, SLC4A6, SLC4A7, SLC4A8, SLC4A9, SLC4A10, SLC4A11)
- (5) Natrium-Glucose-Transporter[6]
  - (SLC5A1, SLC5A2, SLC5A3, SLC5A4, SLC5A5, SLC5A6, SLC5A7, SLC5A8, SLC5A9, SLC5A10, SLC5A11, SLC5A12)
- (6) Natrium- und Chlorid- abhängige Natrium:Neurotransmitter-Symporter[7]
  - (SLC6A1, SLC6A2, SLC6A3, SLC6A4, SLC6A5, SLC6A6, SLC6A7, SLC6A8, SLC6A9, SLC6A10, SLC6A11, SLC6A12, SLC6A13, SLC6A14, SLC6A15, SLC6A16, SLC6A17, SLC6A18, SLC6A19, SLC6A20)
- (7) Kationischer Aminosäuretransporter/Glycoprotein-assoziierter Transporter[8]
  - (SLC7A1, SLC7A2, SLC7A3, SLC7A4, SLC7A5, SLC7A6, SLC7A7, SLC7A8, SLC7A9, SLC7A10, SLC7A11, SLC7A13, SLC7A14)
- (8) Na+/Ca2+-Austauscher[9]
  - (SLC8A1, SLC8A2, SLC8A3)
- (9) Na+/H+-Austauscher[10]
  - (SLC9A1, SLC9A2, SLC9A3, SLC9A4, SLC9A5, SLC9A6, SLC9A7, SLC9A8, SLC9A9, SLC9A10, SLC9A11)
- (10) Natrium-Gallsalz-Kotransporter[11]
  - (SLC10A1, SLC10A2, SLC10A3, SLC10A4, SLC10A5, SLC10A6, SLC10A7)
- (11) Protonen-gekoppelter Metaliontransporter[12]
  - (SLC11A1, SLC11A2)
- (12) Elektroneutraler Kation-Chlorid Kotransporter[13]
  - (SLC12A1, SLC12A2, SLC12A3, SLC12A4, SLC12A5, SLC12A6, SLC12A7, SLC12A8, SLC12A9)
- (13) Menschlicher Na+-Sulfat/Carboxylat-Kotransporter[14]
  - (SLC13A1, SLC13A2, SLC13A3, SLC13A4, SLC13A5)
- (14) Urea-Transporter[15]
  - (SLC14A1, SLC14A2)
- (15) Protonen-Oligopeptid-Kotransporter[16]
  - (SLC15A1, SLC15A2, SLC15A3, SLC15A4)
- (16) Monocarboxylat-Transporter[17]
  - (SLC16A1, SLC16A2, SLC16A3, SLC16A4, SLC16A5, SLC16A6, SLC16A7, SLC16A8, SLC16A9, SLC16A10, SLC16A11, SLC16A12, SLC16A13, SLC16A14)
- (17) Vesikulärer Glutamattransporter[18]
  - (SLC17A1, SLC17A2, SLC17A3, SLC17A4, SLC17A5, SLC17A6, SLC17A7, SLC17A8, SLC17A9)
- (18) Vesikulärer Amintransporter[19]
  - (SLC18A1, SLC18A2, SLC18A3)
- (19) Folat/Thiamin-Transporter[20]
  - (SLC19A1, SLC19A2, SLC19A3)
- (20) Typ III Na+/-Phosphat-Kotransporter[21]
  - (SLC20A1, SLC20A2)
- (21) Organo-Anion-Transporter[22]
  - Unterfamilie 1 (SLCO1A2, SLCO1B1, SLCO1B3, SLCO1B4, SLCO1C1)
  - Unterfamilie 2 (SLCO2A1, SLCO2B1)
  - Unterfamilie 3 (SLCO3A1)
  - Unterfamilie 4 (SLCO4A1, SLCO4C1)
  - Unterfamilie 5 (SLCO5A1)
  - Unterfamilie 6 (SLCO6A1)
- (22) Organischer Kation/Anion/Zwitterion-Transporter[23]
  - (SLC22A1, SLC22A2, SLC22A3, SLC22A4, SLC22A5, SLC22A6, SLC22A7, SLC22A8, SLC22A9, SLC22A10, SLC22A11, SLC22A12, SLC22A13, SLC22A14, SLC22A15, SLC22A16, SLC22A17, SLC22A18, SLC22A19, SLC22A20)
- (23) Natriumabhängige Ascorbinsäuretransporter[24]
  - (SLC23A1, SLC23A2, SLC23A3, SLC23A4)
- (24) Na+/(Ca2+-K+) Austauscher[25]
  - (SLC24A1, SLC24A2, SLC24A3, SLC24A4, SLC24A5, SLC24A6)
- (25) Mitochondrialer Carrier[26]
  - (SLC25A1, SLC25A2, SLC25A3, SLC25A4, SLC25A5, SLC25A6, SLC25A7, SLC25A8, SLC25A9, SLC25A10, SLC25A11, SLC25A12, SLC25A13, SLC25A14, SLC25A15, SLC25A16, SLC25A17, SLC25A18, SLC25A19, SLC25A20, SLC25A21, SLC25A22, SLC25A23, SLC25A24, SLC25A25, SLC25A26, SLC25A27, SLC25A28, SLC25A29, SLC25A30, SLC25A31, SLC25A32, SLC25A33, SLC25A34, SLC25A35, SLC25A36, SLC25A37, SLC25A38, SLC25A39, SLC25A40, SLC25A41, SLC25A42, SLC25A43, SLC25A44, SLC25A45, SLC25A46)
- (26) Multifunktionaler Anion-Austauscher[27]
  - (SLC26A1, SLC26A2, SLC26A3, SLC26A4, SLC26A5, SLC26A6, SLC26A7, SLC26A8, SLC26A9, SLC26A10, SLC26A11)
- (27) Fettsäuretransporter[28]
  - (SLC27A1, SLC27A2, SLC27A3, SLC27A4, SLC27A5, SLC27A6)
- (28) Na+-gekoppelter Nukleosid-Transport[29]
  - (SLC28A1, SLC28A2, SLC28A3)
- (29) Faszilitativer Nukleosid-Transporter[30]
  - (SLC29A1, SLC29A2, SLC29A3, SLC29A4)
- (30) Zinkefflux-Transporter[31]
  - (SLC30A1, SLC30A2, SLC30A3, SLC30A4, SLC30A5, SLC30A6, SLC30A7, SLC30A8, SLC30A9, SLC30A10)
- (31) Kupfer-Transporter[32]
  - (SLC31A1)
- (32) Vesikulärer inhibitorischer Aminosäure-Transporter[33]
  - (SLC32A1)
- (33) Acetyl-CoA-Transporter[34]
  - (SLC33A1)
- (34) Typ II Na+-Phosphat-Kotransporter[35]
  - (SLC34A1, SLC34A2, SLC34A3)
- (35) Nukleosid-Zucker-Transporter[36]
  - Unterfamilie A (SLC35A1, SLC35A2, SLC35A3, SLC35A4, SLC35A5)
  - Unterfamilie B (SLC35B1, SLC35B2, SLC35B3, SLC35B4)
  - Unterfamilie C (SLC35C1, SLC35C2)
  - Unterfamilie D (SLC35D1, SLC35D2, SLC35D3)
  - Unterfamilie E (SLC35E1, SLC35E2, SLC35E3, SLC35E4)
- (36) Protonen-gekoppelter Aminosäuretransporter[37]
  - (SLC36A1, SLC36A2, SLC36A3, SLC36A4)
- (37) Zucker-Phosphat/Phosphat-Austauscher[38]
  - (SLC37A1, SLC37A2, SLC37A3, SLC37A4)
- (38) System A & N, Natrium-gekoppelter neutraler Aminosäuretransporter[39]
  - (SLC38A1, SLC38A2, SLC38A3, SLC38A4, SLC38A5, SLC38A6)
- (39) Metalion-Transporter[40]
  - (SLC39A1, SLC39A2, SLC39A3, SLC39A4, SLC39A5, SLC39A6, SLC39A7, SLC39A8, SLC39A9, SLC39A10, SLC39A11, SLC39A12, SLC39A13, SLC39A14)
- (40) Basolateraler Eisentransporter[41]
  - (SLC40A1)
- (41) MgtE-ähnlicher Magnesiumtransporter[42]
  - (SLC41A1, SLC41A2, SLC41A3)
- (42) Rh Ammonium-Transporter[43]
  - (RhAG, RhBG, RhCG)
- (43) Na+-unabhängiger, System-L Aminosäure-Transporter
  - (SLC43A1, SLC43A2, SLC43A3)
- (44) Choline-/ und Cholinverwandter Transporter
  - (SLC44A1, SLC44A2, SLC44A3, SLC44A4, SLC44A5)
- (45) Vermutlicher Zuckertransporter
  - (SLC45A1, SLC45A2, SLC45A3, SLC45A4)
- (46) Folat-Transporter[44]
  - (SLC46A1, SLC46A2)
- (47) Multidrogen und Giftstoff-Extrusion
  - SLC47A1 (=MATE1, multidrug and toxin extrusion 1), SLC47A2 (=MATE2-K, multidrug and toxin extrusion 2 - kidney)
- (48) Häm-Transporter